# Oravský Biely Potok

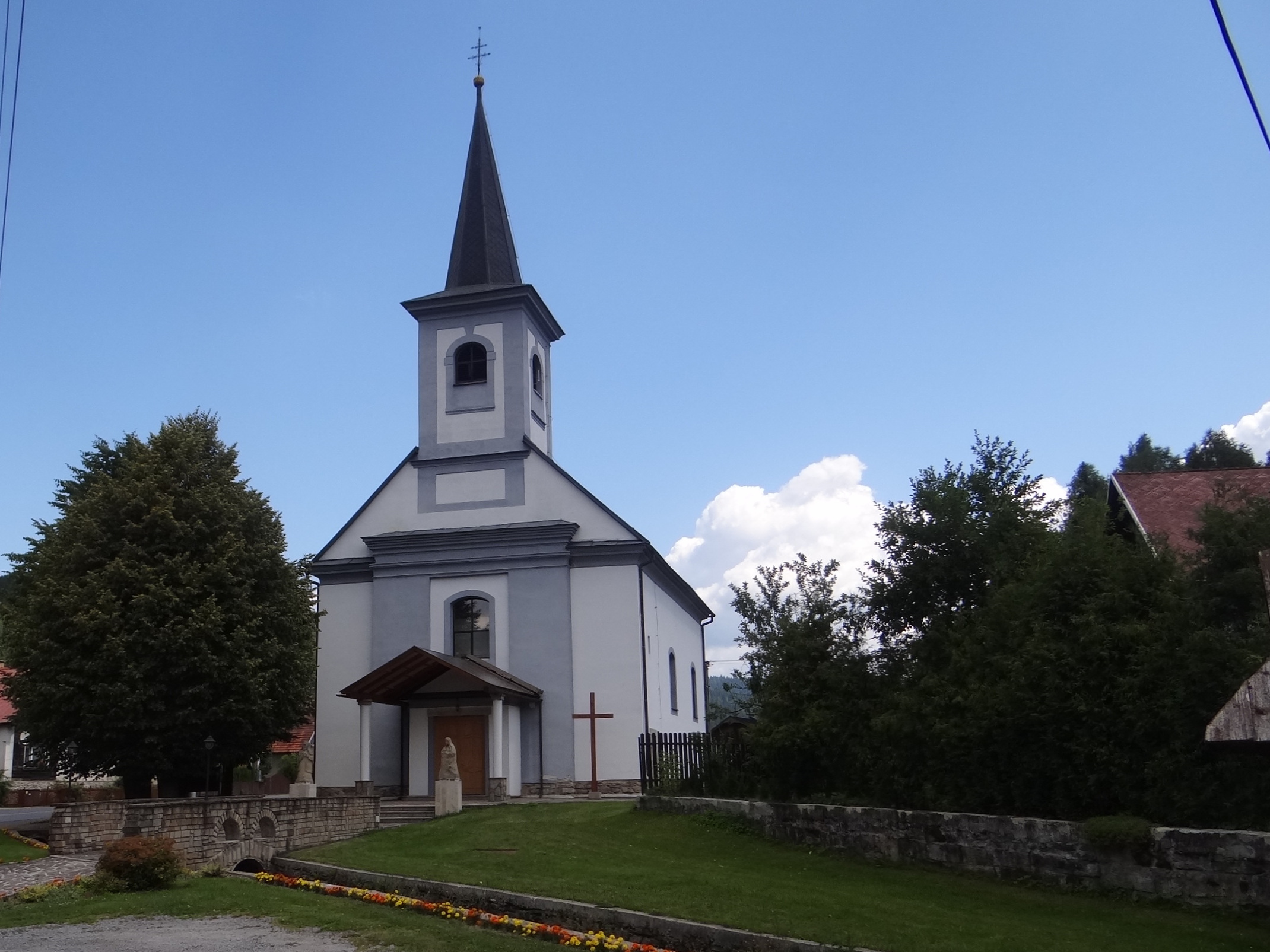
Kerk

Oravský Biely Potok (Hongaars: Bjelipotok) is een Slowaakse gemeente in de regio Žilina, en maakt deel uit van het district Tvrdošín.
Oravský Biely Potok telt 670 inwoners.